# Opiniâtre
L’Opiniâtre était un vaisseau de ligne construit par Jean Geoffroy à Brest en 1749, et lancé en 1750. Il fut mis en chantier pendant la vague de construction qui sépare la fin de guerre de Succession d'Autriche (1748) du début de la guerre de Sept Ans (1755). Il participa à plusieurs engagements contre la marine anglaise et fut perdu par naufrage pendant la guerre de Sept Ans.

## Caractéristiques principales
L’Opiniâtre était un bâtiment moyennement artillé mis sur cale selon les normes définies dans les années 1730-1740 par les constructeurs français pour obtenir un bon rapport coût/manœuvrabilité/armement afin de pouvoir tenir tête à la marine anglaise qui disposait de beaucoup plus de navires. Il faisait partie de la catégorie des vaisseaux dite de « 64 canons » dont le premier exemplaire fut lancé en 1735 et qui sera suivi par plusieurs dizaines d’autres jusqu’à la fin des années 1770, époque où ils seront définitivement surclassés par les « 74 canons. »
Sa coque était en chêne, son gréement en pin, ses voiles et cordages en chanvre. Il était moins puissant que les vaisseaux de 74 canons car outre qu'il emportait moins d'artillerie, celle-ci était aussi pour partie de plus faible calibre, soit :
- vingt-six canons de 24 livres sur sa première batterie percée à treize sabords,
- vingt-huit canons de 12 sur sa deuxième batterie percée à quatorze,
- dix canons de 6 sur ses gaillards[1].

Cette artillerie correspondait à l’armement habituel des 64 canons. Lorsqu'elle tirait, elle pouvait délivrer une bordée pesant 540 livres (soit à peu près 265 kg) et le double si le vaisseau faisait feu simultanément sur les deux bords. Chaque canon disposait en réserve d’à peu près 50 à 60 boulets, sans compter les boulets ramés et les grappes de mitraille.
Pour nourrir les centaines d’hommes qui composait son équipage, c’était aussi un gros transporteur qui devait avoir pour deux à trois mois d'autonomie en eau douce et cinq à six mois pour la nourriture. C'est ainsi qu'il embarquait des dizaines de tonnes d’eau, de vin, d’huile, de vinaigre, de farine, de biscuit, de fromage, de viande et de poisson salé, de fruits et de légumes secs, de condiments, de fromage, et même du bétail sur pied destiné à être abattu au fur et à mesure de la campagne.

## Une courte carrière (1750-1757)

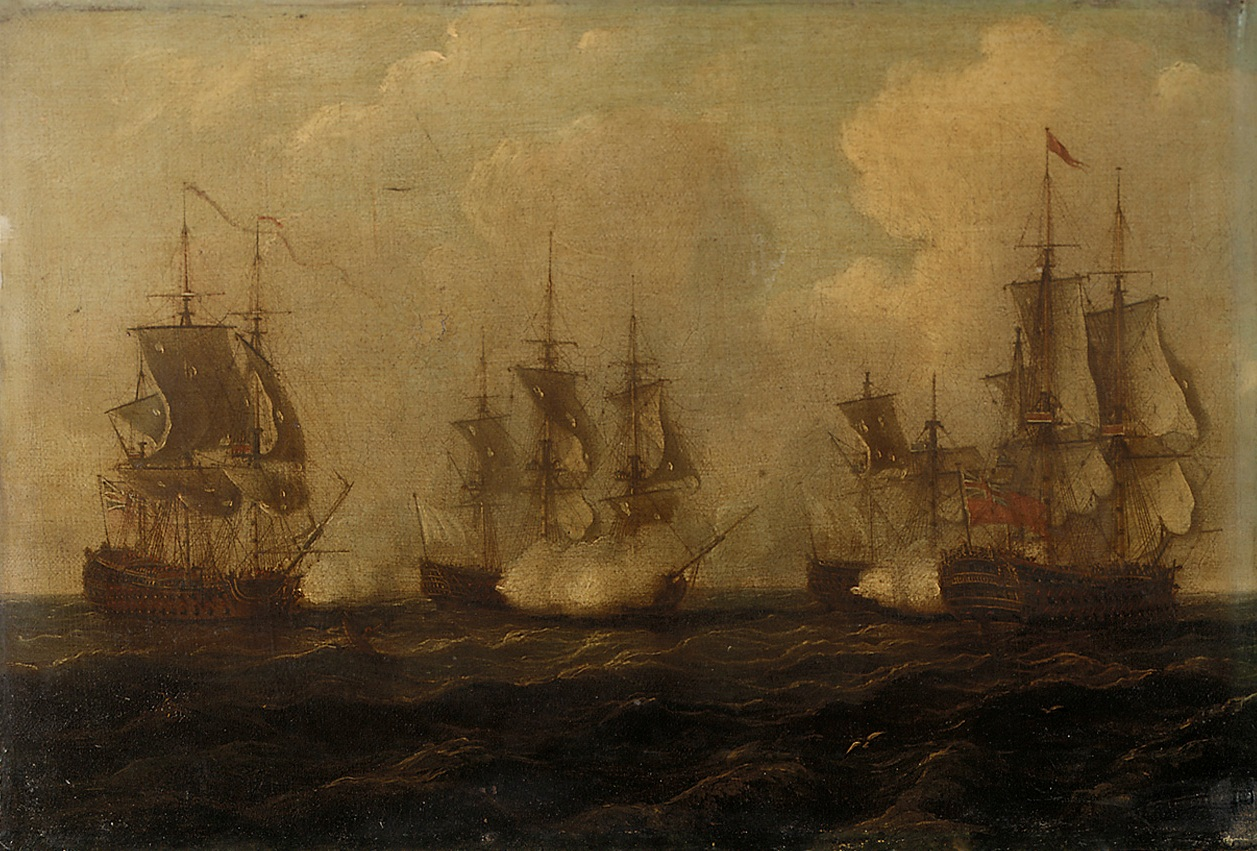
Le combat du Cap-Français auquel participa l’Opiniâtre en 1757.

Ce vaisseau était commandé par le capitaine de Moëlien lors de la campagne dans la flotte de 18 voiles de Dubois de La Motte en mai 1755 chargée de convoyer des renforts pour le Canada (onze transports et quatre frégates escortés par trois vaisseaux). Il fut à cette occasion armé en flûte, c'est-à-dire réduit à 22 canons pour permettre le transport de 9 compagnies du Béarn. Le 20 septembre 1755, alors qu'il rentrait du Canada et qu'il était en vue des côtes bretonnes à Penmarc'h, il fut attaqué par une frégate anglaise de 36 canons et un senau de 12 canons. Bien que toujours armé en flûte, il réussit à se débarrasser de ses adversaires après un long combat. Ses 22 canons avaient tiré 523 projectiles.
En 1756, l’Opiniâtre gardait le même capitaine, mais se voyait intégré à une division de trois vaisseaux, deux frégates et une corvette sous les ordres de Guy François de Kersaint. Elle avait pour mission d’aller attaquer les établissements anglais de la côte d’Afrique occidentale puis de passer aux Antilles. Elle partit de Brest fin novembre 1756. En février 1757, elle détruisit les comptoirs anglais du Sénégal et de Gambie, capturant de nombreux navires négriers puis elle passa à Saint-Domingue. Au moment où il allait quitter l’île en accompagnant un grand convoi marchand, il apprit la présence de la division du capitaine Forest qui avait été envoyée de la Jamaïque pour l’intercepter. Ayant pris ses disposition, il accepta le combat contre les quatre vaisseaux anglais qui lui donnèrent chasse le 20 octobre. À l’issue d’un violent combat, les Anglais lâchèrent prise et la division de Kersaint put reprendre sa route le 12 novembre après s’être réparée et avoir reformé le convoi marchand.
La division arriva un mois plus tard sur les côtes de France. Cette croisière bien conduite avait duré treize mois. Elle fut cependant marquée par un naufrage : celui de l’Opiniâtre, dans la nuit du 13 au 14 janvier 1758, dans le port de Brest. Le Conseil de guerre conclut à la perte du vaisseau à la suite d'une erreur humaine : deux lieutenants, le chevalier de Roussel Préville et le chevalier de Landemont furent punis d’interdiction temporaire de commander. L’Opiniâtre fait partie des trente-sept vaisseaux perdus par la France pendant la guerre de Sept Ans.